# Ше (повіт, Аньхой)
29°52′11″ пн. ш. 118°25′19″ сх. д. / 29.86965° пн. ш. 118.42196° сх. д.
Ше (кит. 歙县, пін. Shè Xiàn) — один із повітів КНР у складі префектури Хуаншань, провінція Аньхой. Адміністративний центр — містечко Хуейчен.

## Географія
Повіт Ше лежить на висоті близько 115 метрів над рівнем моря на південний схід від пасма Хуаншань у верхів'ях річки Цяньтан.

### Клімат
Повіт знаходиться у зоні, котра характеризується вологим субтропічним кліматом. Найтепліший місяць — липень із середньою температурою 27,9 °C. Найхолодніший місяць — січень, із середньою температурою 4,5 °С.
| Клімат повіту Ше                                   | Клімат повіту Ше | Клімат повіту Ше | Клімат повіту Ше | Клімат повіту Ше | Клімат повіту Ше | Клімат повіту Ше | Клімат повіту Ше | Клімат повіту Ше | Клімат повіту Ше | Клімат повіту Ше | Клімат повіту Ше | Клімат повіту Ше | Клімат повіту Ше |
| Показник                                           | Січ.             | Лют.             | Бер.             | Квіт.            | Трав.            | Черв.            | Лип.             | Серп.            | Вер.             | Жовт.            | Лист.            | Груд.            | Рік              |
| Середній максимум, °C                              | 9,4              | 12,3             | 16,7             | 22,8             | 27,4             | 29,5             | 33,5             | 33,4             | 29,6             | 24,5             | 18,4             | 11,9             | 22,5             |
| Середня температура, °C                            | 4,5              | 7                | 11               | 16,8             | 21,5             | 24,5             | 27,9             | 27,6             | 23,9             | 18,4             | 12,3             | 6,3              | 16,8             |
| Середній мінімум, °C                               | 1,2              | 3,3              | 7                | 12,3             | 17,2             | 21               | 24               | 23,8             | 19,9             | 14,1             | 8,2              | 2,5              | 12,9             |
| Норма опадів, мм                                   | 86.9             | 101.9            | 166.2            | 190.5            | 213.2            | 357.5            | 204.3            | 117.7            | 76.5             | 57.6             | 70.5             | 58.5             | 1700.4           |
| Вологість повітря, %                               | 76               | 75               | 75               | 75               | 76               | 81               | 79               | 77               | 76               | 73               | 76               | 75               | 76               |
| -------------------------------------------------- | ---------------- | ---------------- | ---------------- | ---------------- | ---------------- | ---------------- | ---------------- | ---------------- | ---------------- | ---------------- | ---------------- | ---------------- | ---------------- |
| Джерело: Дані метеостанції №58530 (КНР, 1991-2020) |                  |                  |                  |                  |                  |                  |                  |                  |                  |                  |                  |                  |                  |